# مارتن شامبرز
مارتن شامبرز (بالإنجليزية: Martin Chambers)‏ هو موسيقي بريطاني، ولد في 4 سبتمبر 1951 في هيرفورد في المملكة المتحدة.

## وصلات خارجية
- مارتن شامبرز على موقع IMDb (الإنجليزية)
- مارتن شامبرز على موقع ميوزك برينز (الإنجليزية)
- مارتن شامبرز على موقع ديسكوغز (الإنجليزية)
- مارتن شامبرز على موقع قاعدة بيانات الفيلم (الإنجليزية)